# Cattleya hardyana
Cattleya hardyana är en orkidéart som beskrevs av Apollon Joseph Hardy och Benjamin Samuel Williams. Cattleya hardyana ingår i släktet Cattleya och familjen orkidéer.
Artens utbredningsområde är Colombia. Inga underarter finns listade i Catalogue of Life.

## Bildgalleri

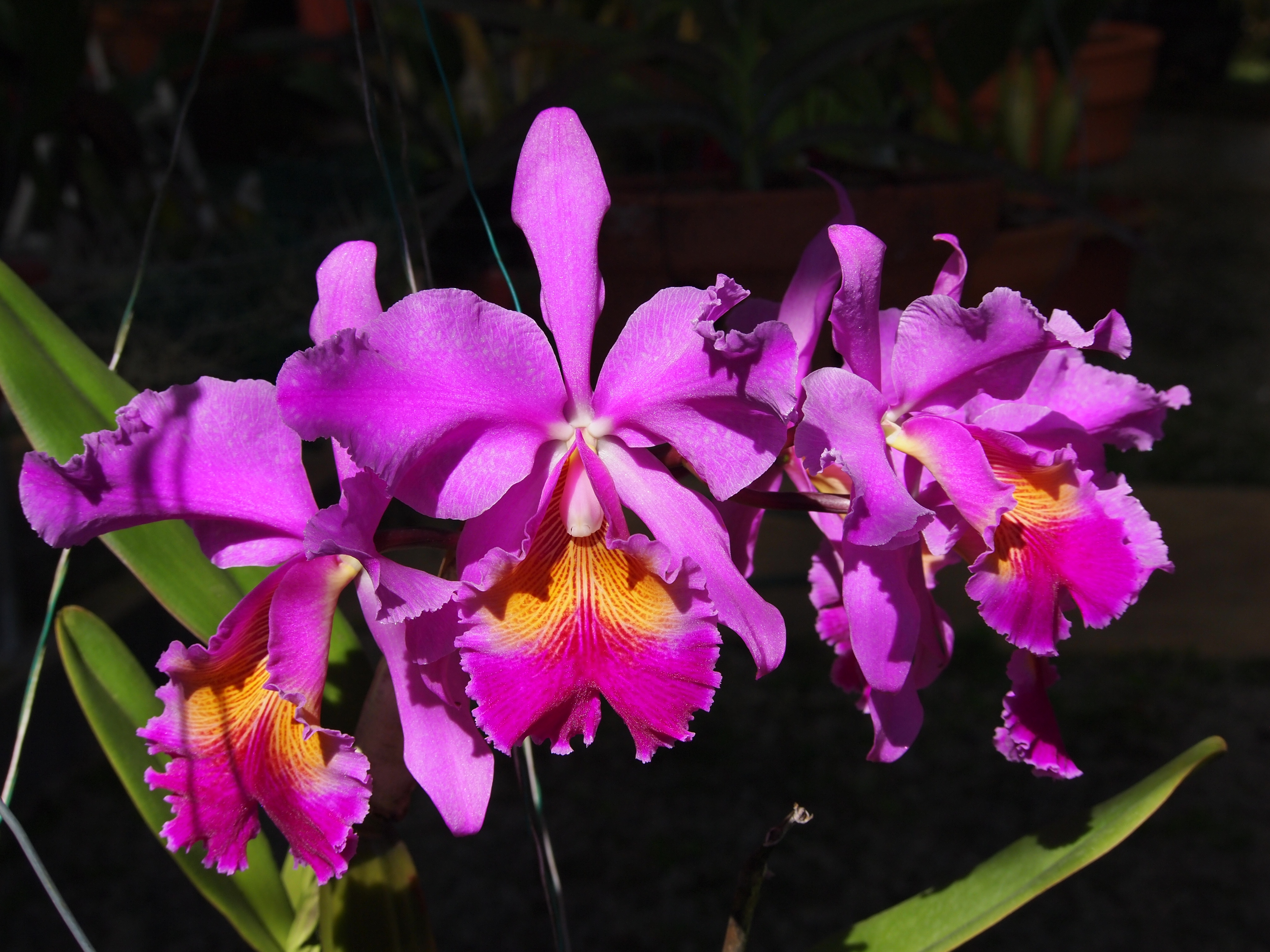
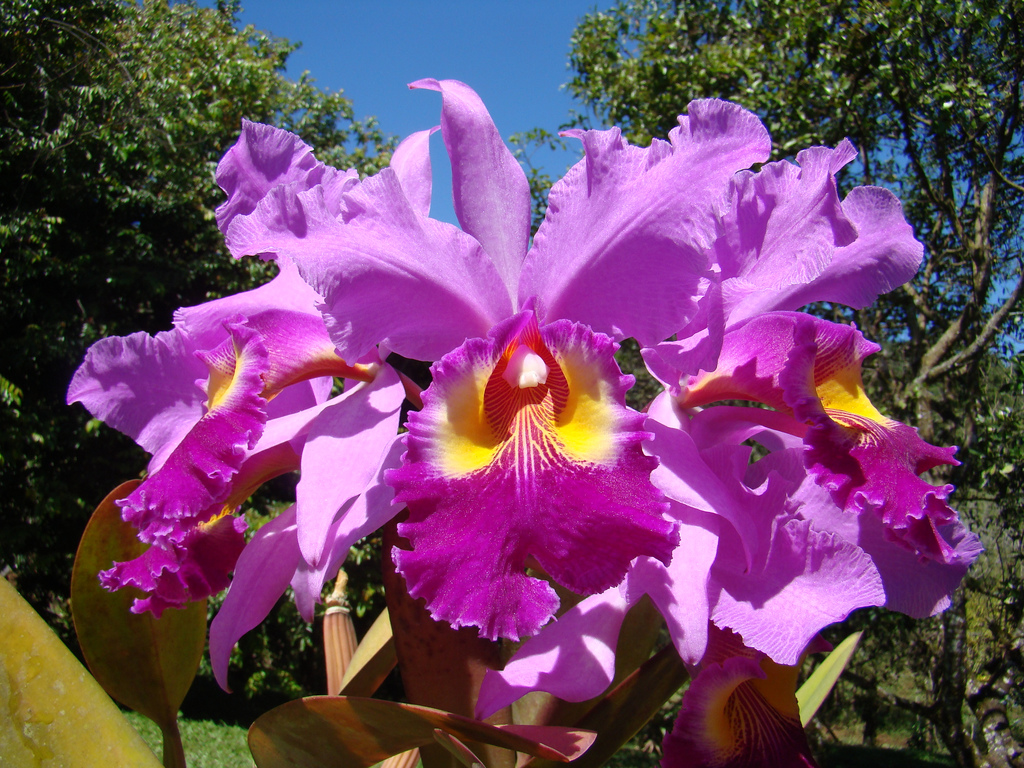
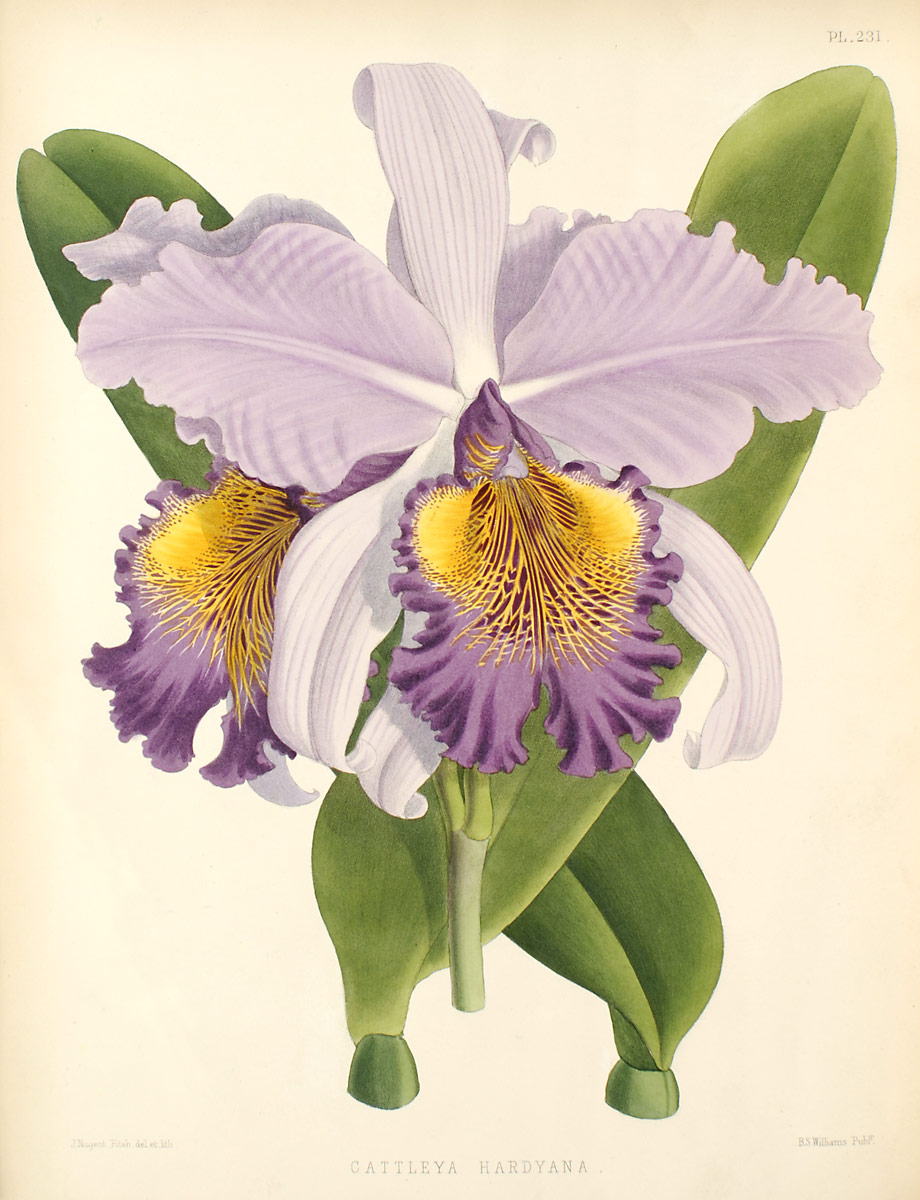
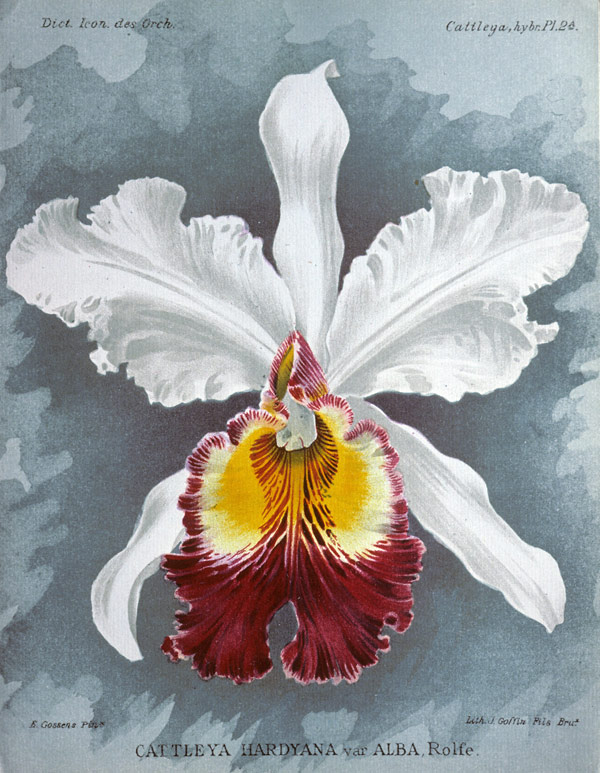